# Hemisferio celeste sur

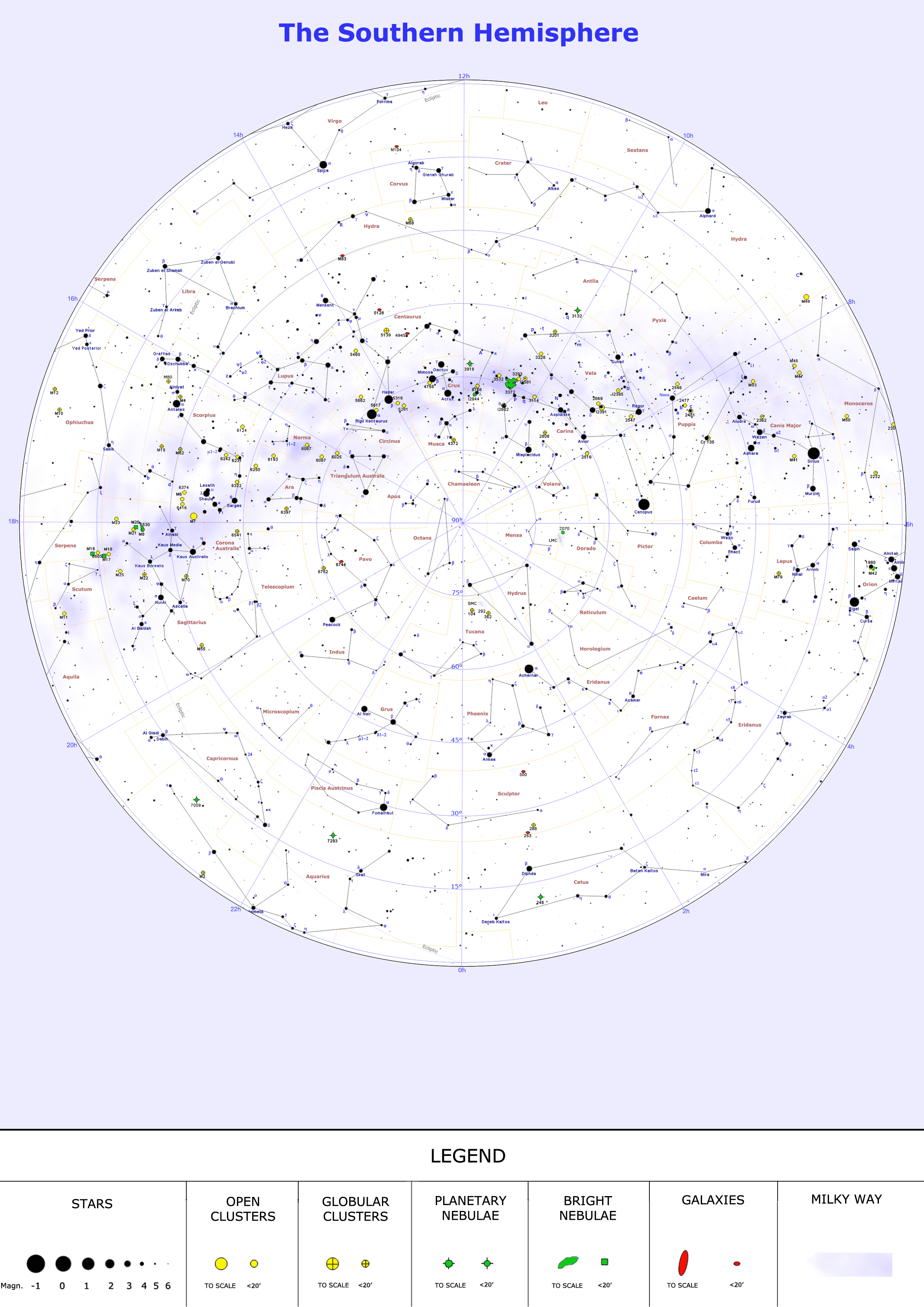
Una carta estelar de todo el cielo austral, centrado en el polo celeste sur.

El hemisferio celeste sur, también llamado cielo del sur o cielo austral, es la mitad sur de la esfera celeste; es decir, se encuentra al sur del ecuador celeste. Esta esfera arbitraria, en la que estrellas aparentemente fijas forman constelaciones, parece girar hacia el oeste alrededor de un eje polar a medida que la Tierra rota.
En todo momento, el cielo del sur es visible completamente desde el polo sur geográfico; Cuanto más al norte sea la latitud del observador, menor parte del cielo del sur será visible.
La contraparte del hemisferio celeste sur es el hemisferio celeste norte.

## Astronomía

La Tierra rotando dentro de la esfera celeste. En esta vista, el hemisferio celeste sur está debajo del ecuador celeste, el paralelo medio (en cian).

En el contexto de discusiones astronómicas o escritos sobre mapas celestes, también se le puede denominar simplemente "hemisferio sur".
A los efectos de la cartografía celeste, los astrónomos consideran el cielo como el interior de una esfera dividida en dos mitades por el ecuador celeste. El cielo austral o hemisferio sur es, por tanto, la mitad de la esfera celeste que se encuentra al sur del ecuador celeste.
Pese a ser el ecuador celeste una proyección ideal del ecuador terrestre sobre una esfera celeste imaginaria geocéntrica, los hemisferios celestes norte y sur no deben confundirse con los hemisferios terrestres norte y sur.

## Observación

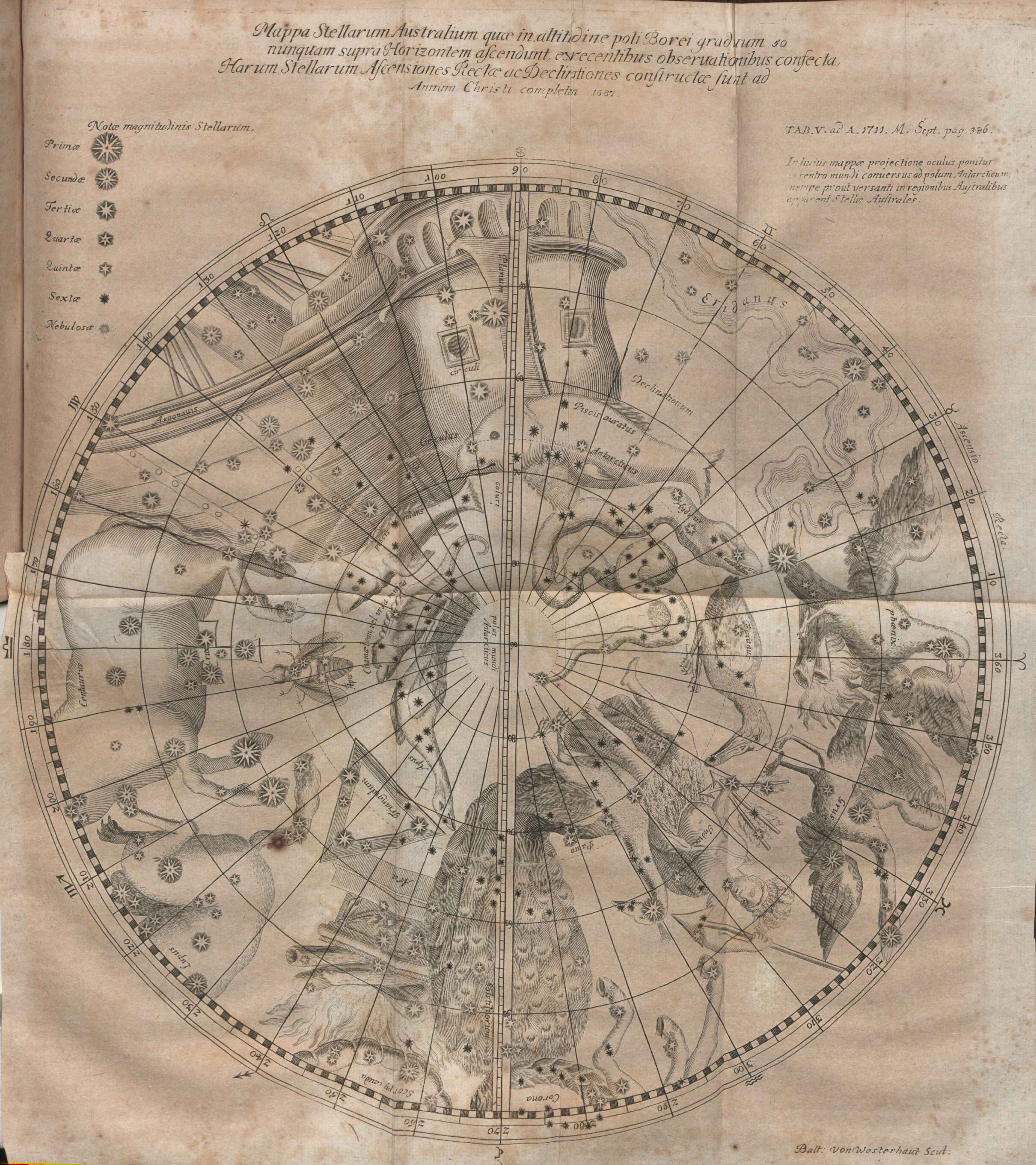
Carta estelar con las constelaciones australes, desde la declinación -40° hasta el polo sur celeste, del misionero jesuita François Noël publicada en Acta Eruditorum, 1711.

Desde el polo sur terrestre, en buenas condiciones de visibilidad, el cielo austral presenta más de 2.000 estrellas fijas que son fácilmente visibles a simple vista, mientras que entre 20.000 y 40.000 son visibles por un ojo asistido. En las grandes ciudades se pueden ver entre 300 y 500 estrellas, dependiendo del grado de contaminación lumínica y atmosférica. Cuanto más al norte, menos estrellas son visibles para el observador.
Las estrellas más brillantes serían todas más grandes que el Sol. Sirio, en la constelación de Canis Maior, tiene la magnitud aparente más brillante (−1,46); tiene un radio dos veces mayor al radio solar y está a 8,6 años luz de distancia. Canopus y la siguiente estrella fija, Alfa Centauri, también se encuentran en el cielo austral, a 4,2 años luz de distancia y con declinaciones de alrededor de -60°; demasiado cerca del polo celeste sur como para que cualquiera de las dos sea visible desde Europa Central.

## Historia
La primera carta estelar telescópica del cielo austral fue elaborada por el astrónomo inglés Edmund Halley, desde la isla Santa Elena en el océano Atlántico sur y publicada por él en 1678.